# Bone Against Steel
Bone Against Steel è il nono album in studio del gruppo southern rock statunitense 38 Special, pubblicato nel 1991.

## Tracce
1. The Sound of Your Voice – 4:58
2. Signs of Love – 4:49
3. Last Thing I Ever Do – 5:22
4. You Definitely Got Me – 5:12
5. Rebel to Rebel – 5:33
6. Bone Against Steel – 5:24
7. You Be the Dam, I'll Be the Water – 4:26
8. Jimmy Gillum – 5:07
9. Tear It Up – 4:39
10. Don't Wanna Get It Dirty – 4:36
11. Burning Bridges – 4:45
12. Can't Shake It – 3:29
13. Treasure – 5:40

## Formazione

### Gruppo
- Max Carl – tastiere, voce
- Jeff Carlisi – chitarra
- Danny Chauncey – chitarra
- Jack Grondin – batteria
- Larry Junstrom – basso
- Donnie Van Zant – voce

### Ospiti
- Jack Blades – cori
- Michael Hoskin – sassofoni
- Brian Howe – cori
- Larry Jackson – sassofoni
- Robert White Johnson – cori
- Scott Meeder – percussioni
- The Six Groomers – cori
- Gordon Vernick – tromba